# Щедринка (Акмолинская область)
Щедри́нка (каз. Щедринка) — упразднённое село в Бурабайском районе Акмолинской области Казахстана. Входило в состав Златопольского сельского округа. 

## География
Село располагалось в южной части района, на расстоянии примерно 50 километров (по прямой) к юго-западу от административного центра района — города Щучинск, в 33 километрах к юго-западу от административного центра сельского округа — села Златополье.
Абсолютная высота — 403 метров над уровнем моря.
Ближайшие населённые пункты: село Веденовка — на западе, село Новоандреевка — на востоке, село Тулькули — на севере.

## История
Совместным решением XIX сессии Северо-Казахстанского областного Маслихата и Акима области от 30 октября 1998 года № 19/10-241 «Об исключении из учетных данных населенных пунктов области, утративших статус самостоятельных административно-территориальных единиц» (зарегистрированное Управлением юстиции Северо-Казахстанской области 15 декабря 1998 года № 43):
- село Щедринка Златопольского сельского округа было переведено в категорию иных поселений, и исключено из учётных данных.

## Население
По переписи 1989 года, в селе проживало 68 человек. Национальный состав: казахи — 33 %, русские — 26 %, чеченцы — 33 %.
| Численность населения |
| 1989                  |
| --------------------- |
| 68                    |